# Misión de perros
Misión de perros es una historieta de 1976 del dibujante de cómics español Francisco Ibáñez protagonizada por Mortadelo y Filemón.  

## Sinopsis
El profesor Bacterio ha asistido a un concurso de belleza canina con una chaqueta sobre la que había estado durmiendo su gato. Al olor de la chaqueta, los perros lo han atacado y uno de ellos, se ha tragado una cápsula atómica, capaz de hacer volar la ciudad por los aires, que el profesor llevaba en el bolsillo. Para neutralizar el potente explosivo, el perro ha de ingerir una morcilla especialmente preparada por el profesor. Como es usual, nadie sabe cuál fue el perro que ingirió la cápsula, así que Mortadelo y Filemón han de administrarle la morcilla a todos los perros. Al final no sirvió para nada ya que en realidad quien se trago la cápsula era el gato del profesor Bacterio.

## En otros medios
- Ha sido adaptado al completo en el episodio de la serie de televisión sobre los personajes.[2]